# Zi cu zi
Zi cu zi este al doilea album al formației românești de muzică rock F.F.N.. A fost lansat în anul 1978 la casa de discuri Electrecord.

## Lista pieselor
1. Zi cu zi (Olaru) (3:19)
2. Fire de iubire (Litvin) (4:07)
3. Mărul (Olaru) (3:50)
4. Lumea tangibilă (Olaru) (4:17)
5. Vizita (Madolciu) (3:07)
6. Șase cai albi (Litvin) (3:31)
7. Oameni ce-ar fi putut să fie (Olaru) (3:20)
8. Copilul Universului (Litvin) (4:50)
9. Spirala timpului (Madolciu) (2:08)
10. Albumul (Madolciu) (3:34)
11. La despărțire (Litvin) (2:02)

- Toate versurile sunt semnate Gabi Litvin.

## Componență
- Silviu Olaru – chitară bas, orgă, flexaton, voce
- Florin Dumitru – baterie, percuție
- Doru Donciu – flaut, muzicuță, voce
- Gabi Litvin – chitară, chitară acustică, voce
- Cristi Madolciu – voce, percuție